# ایمی شومر
اِیمی شومر (به انگلیسی: Amy Schumer) بازیگر و کمدین آمریکایی است که کار خود را با استندآپ کمدی شروع کرد و برای شبکه‌های ان بی سی و کمدی سنترال کار می‌کند. از آخرین فیلم‌های او می‌توان به فاجعه و حس می‌کنم زیبا هستم و تشکر به خاطر خدمت‌تان اشاره کرد.
در سال ۲۰۱۶، کتاب دختری با تتو در پایین کمرش او برنده بهترین اثر طنز به انتخاب کاربران وبگاه گودریدز شد. همچنین او یکی از سه مجری مراسم نود و چهارمین دوره جوایز اسکار بود.